# Bohumil Menšík
Bohumil Menšík (11. listopadu 1921, Drahanovice – 20. ledna 1984, Prospect, Oregon, USA) byl československý voják a příslušník operace Destroyer.

## Mládí
Narodil se 11. listopadu 1921 v Drahanovicích. Otec Bohumil byl četnický strážmistr, matka Duka, rozená Heričová byla v domácnosti. Měl dva sourozence. Obecnou školu absolvoval ve Lhotce nad Bečvou, gymnázium vystudoval ve Valašském Meziříčí a posléze ve Frenštátě pod Radhoštěm v roce 1939.

## V exilu
Koncem prosince 1939 odešel přes Slovensko, Maďarsko, Jugoslávii a Bejrút do Francie, kde byl prezentován do československého zahraničního vojska. Bojů o Francii se nezúčastnil. Dne 26. června 1940 byl evakuován do Anglie.
Tam byl zařazen k telegrafní četě. Dne 1. února 1941 byl povýšen na svobodníka. V září téhož roku byl přeložen do Vojenské radiové ústředny.
Během roku 1942 byl postupně povýšen na četaře. Po absolvování školy pro důstojníky v záloze v roce 1943 dále působil na VRÚ. Od 22. dubna do 17. června 1944 prodělal v rámci výcviku pro plnění zvláštních úkolů tělovýchovný kurz, parakurz a spojovací kurz. Následně potom byl vyslán do kurzů tajných inkoustů a hospodářské špionáže. Po zařazení do skupiny Destroyer byl odeslán na vyčkávací stanici.

## Nasazení
Spolu s Tichým byl vysazen 4. července poblíž obce La Troche v okupované Francii. Přesunuli se do Paříže, odkud navázali radiové spojení s Vojenskou radiovou ústřednou a pomáhali organizovat československé odbojové skupiny.
Z osvobozené Francie se vrátil v lednu 1945. Byl opět zařazen k VRÚ a povýšen do hodnosti podporučíka telegrafie.

## Po válce
Do osvobozeného Československa se vrátátil 5. června 1945. Přidělen byl na MNO a následně povýšen do hodnosti poručíka. Z armády odešel na vlastní žádost v lednu 1946. Jako telegrafista MZV působil v Hamburku a v Paříži, odkud se v roce 1948 nevrátil do Československa. Po krátkém pobytu v Paříži odjel do USA.
V roce 1949 mu byla odňata vojenská hodnost.

## Vyznamenání
- 1944 –  Pamětní medaile československé armády v zahraničí se štítky Francie a Velká Británie
- 1945 –  Československý válečný kříž 1939
- 1945 – Československá medaile Za zásluhy I. stupně
- 1945 – Československá medaile Za chrabrost před nepřítelem